# کالو راوه
کالو راوه (استونیایی: Kalev Raave; ۲۰ مارس ۱۹۲۶ – ۴ مارس ۲۰۰۴) کشیش، سیاستمدار و نماینده مجلس اهل استونی بود.